# Java-Anwendung
Eine Java-Anwendung, auch Java-Applikation genannt, ist ein in der Programmiersprache Java geschriebenes Anwendungsprogramm.
Im Java-Umfeld unterscheidet man oft zwischen in Webbrowsern laufenden Java-Applets und eigenständig laufenden Java-Anwendungen. Nach der Definition von Anwendungsprogramm sind jedoch auch Java-Applets Anwendungsprogramme. Appletbezogene Klassen der Java Standardbibliothek werden seit Version 9 als veraltet (engl. deprecated) markiert, was eine Warnung zur Kompilierungszeit generiert. Ab Version 11 hat Oracle den Support für Applets ganz entfernt.
Des Weiteren wird im Java-Umfeld zwischen Webanwendungen und Fat-Client-Anwendungen unterschieden. Erstere bedienen sich eines Webbrowsers für die Darstellung der Oberfläche, während Zweitere mit den Java-Techniken Swing oder Standard Widget Toolkit realisiert werden. Darüber hinaus gibt es noch Java-Webservices oder -Portlets, die alle ebenso unter den Begriff Java-Anwendungsprogramme fallen.
Die verschiedenen Arten von Java-Anwendungen werden für unterschiedliche Zwecke eingesetzt und unterscheiden sich durch die verwendeten Techniken. Beispielsweise müssen Fat-Client-Anwendungen eine Methode main als Startpunkt der Ausführung der Java-Anwendung aufweisen. Die anderen Arten weisen hingegen andere Schnittstellen für Einsprungspunkte auf. Ebenfalls unterscheiden sie sich durch die für die Softwareverteilung verwendeten Techniken. Fat-Client-Anwendungen verwenden beispielsweise Java Web Start für die automatische Softwareverteilung und um sicherzustellen, dass am lokalen Rechner immer die aktuelle Version der Anwendung läuft. Die anderen Arten von Java-Anwendungen werden im Anwendungsserver installiert und sind somit für den (Web-)Anwender immer in der letzten Version verfügbar.